# پیر-ژوزف وان بندن
پیر-ژوزف وان بندن (فرانسوی: Pierre-Joseph van Beneden‎؛ ۱۹ دسامبر ۱۸۰۹ - ۸ ژانویه ۱۸۹۴) جانورشناس و دیرین‌شناس بلژیکی بود که در زمینه انگل‌شناسی تخصص داشت.
وان بندن دانش پزشکی را در دانشگاه لون و جانورشناسی را در پاریس زیر نظر ژرژ کوویه آموخت. در سال ۱۸۳۱ مدیر موزه تاریخ طبیعی لون شد و از سال ۱۸۳۶ تا پایان عمر در ۱۸۹۴، استاد جانورشناسی دانشگاه این شهر بود. در ۱۸۴۲ عضو آکادمی پادشاهی بلژیک گشت و در ۱۸۷۵ عضو انجمن پادشاهی در لندن.
او رئیس آکادمی پادشاهی بلژیک در سال ۱۸۸۱ بود. در سال ۱۸۸۶، او همچنین به عنوان عضو خارجی آکادمی هنر و دانش آمریکا برگزیده شد.
او در سن ۸۴ سالگی در لون بلژیک درگذشت. وان بندن در طول زندگی کاتولیک باورمندی بود و در بیانیه وفات او که از سوی آکادمی پادشاهی منتشر شد، از او به خاطر آنکه «بیشترین تحمل در برابر دیدگاه دیگران را نشان می‌داد» ستایش شده بود.